# Vallisaari
Vallisaari (en suédois : Skanslandet) est une île du golfe de Finlande à Helsinki, en Finlande,.

## Géographie
L'île Vallisaari est située entre Suomenlinna et Santahamina.
Elle est séparée de Suomenlinna par le détroit de Kustaanmiekka.
L'île est reliée par un remblai à l'île Kuninkaansaari voisine.
L'île Vallisaari est un  site culturel bâti d'intérêt nationale et à la zone de protection du site du patrimoine mondial de l'UNESCO de Suomenlinna.

## Accès
Vallisaari est ouverte au tourisme depuis mai 2016. L'île est accessible en bateau depuis la place du Marché d'Helsinki. Le trajet dure environ 20 minutes.

## Galerie

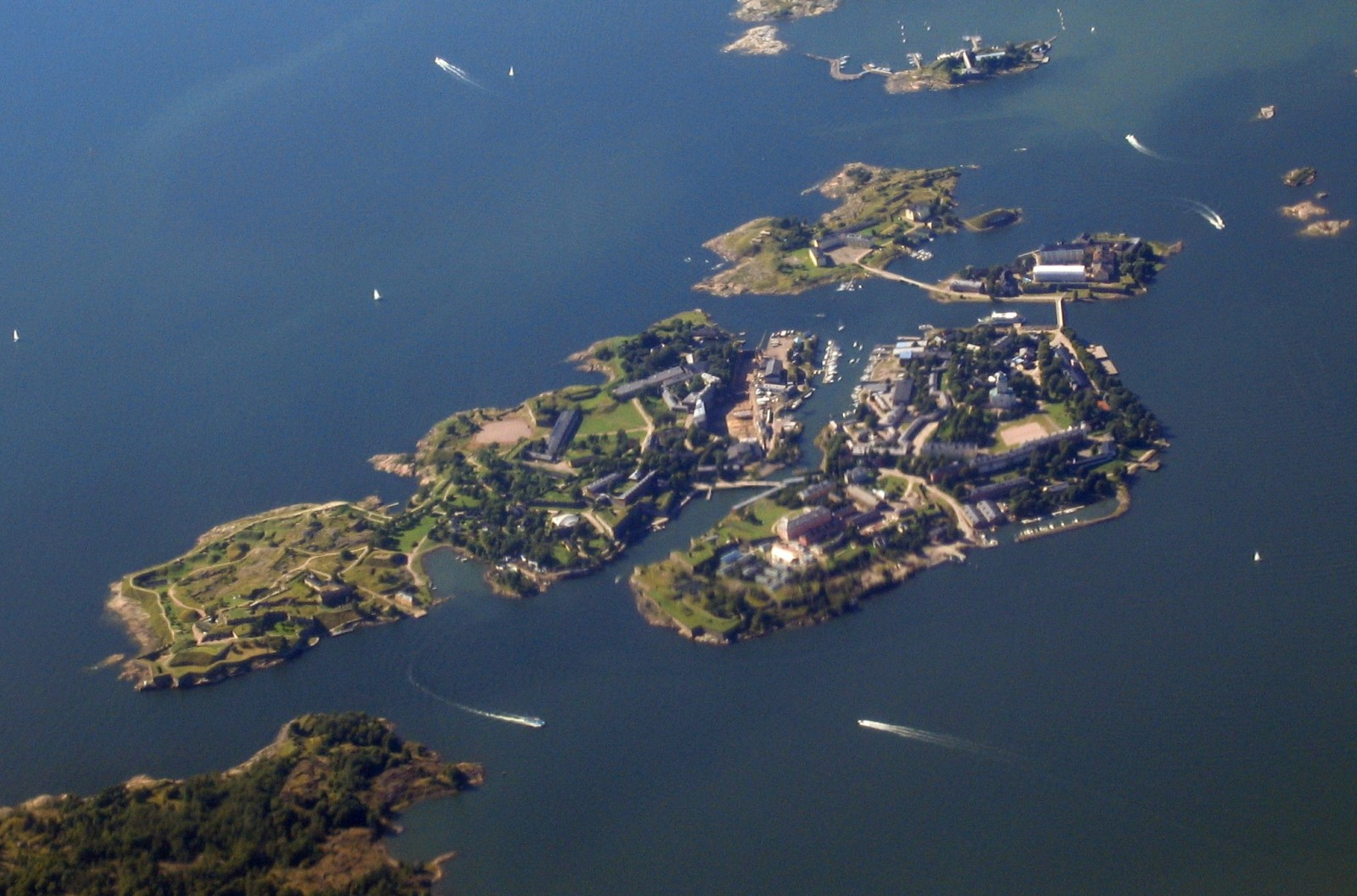
Vallisaari est au coin bas et gauche de l'image.
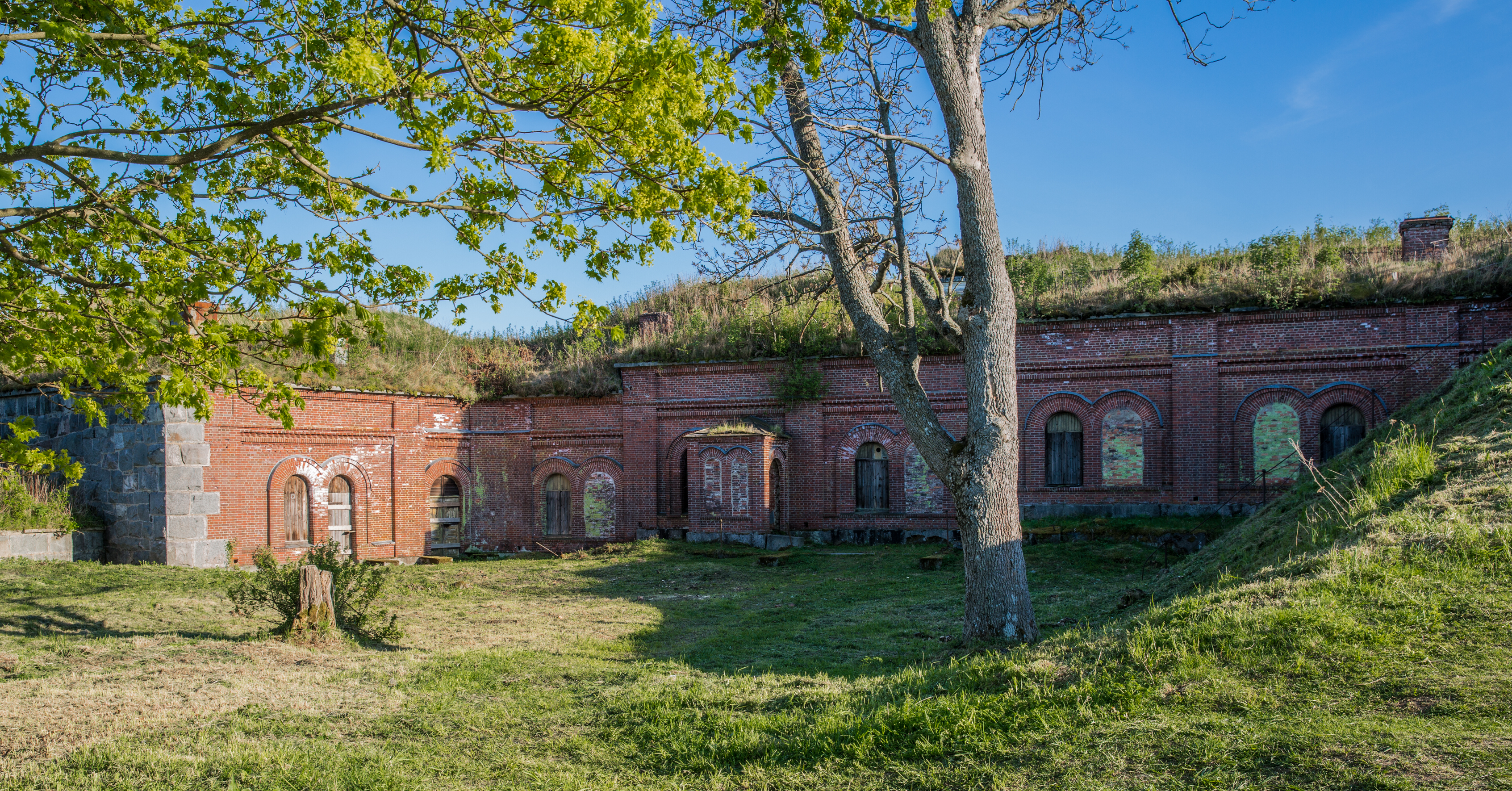
Ancien bâtiment militaire à Vallisaari.
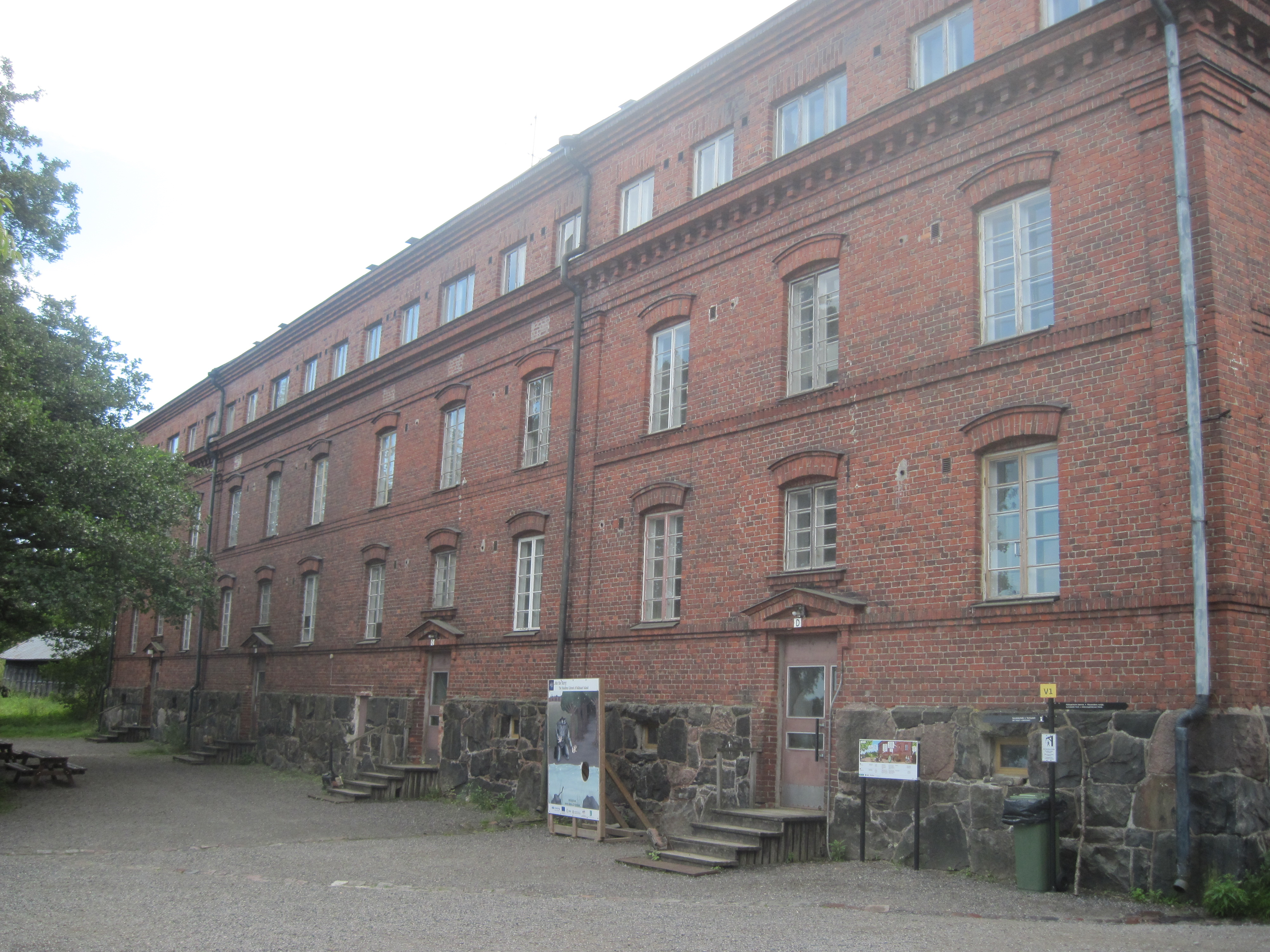
Ancien bâtiment d'habitation.
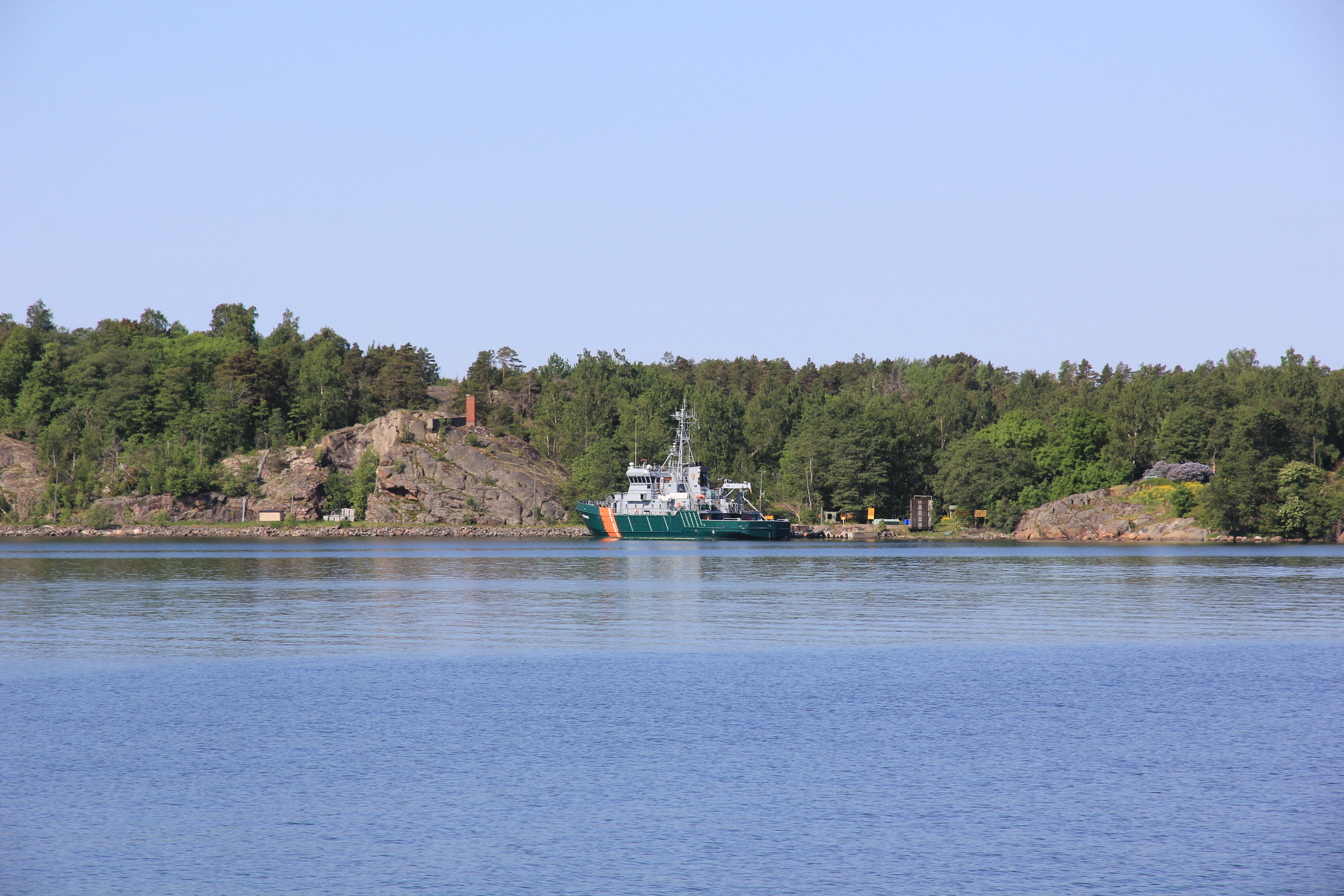
Patrouille de garde-côtes finlandaise à Vallisaari.
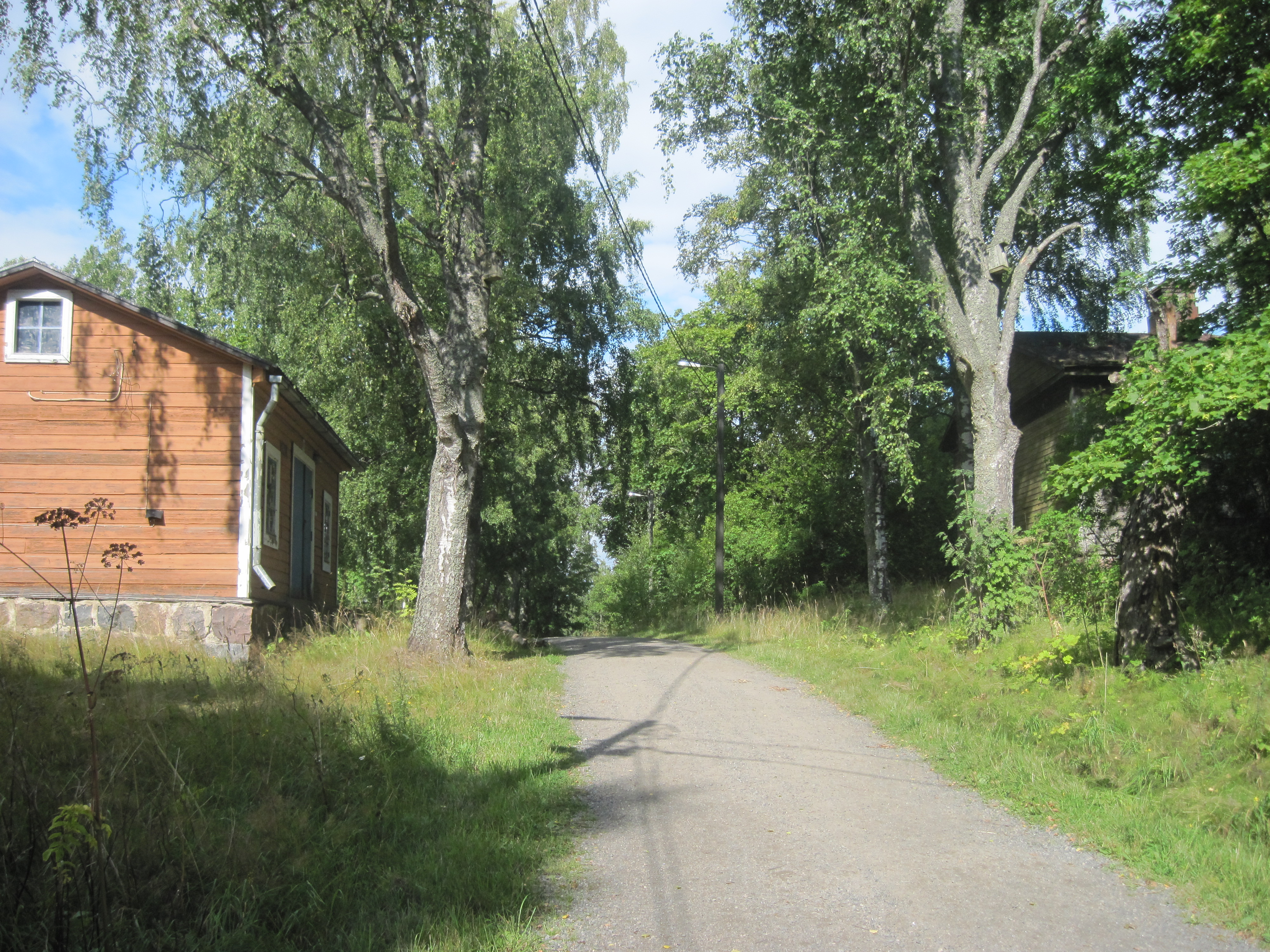
Ancien sentier de Vallisaari.
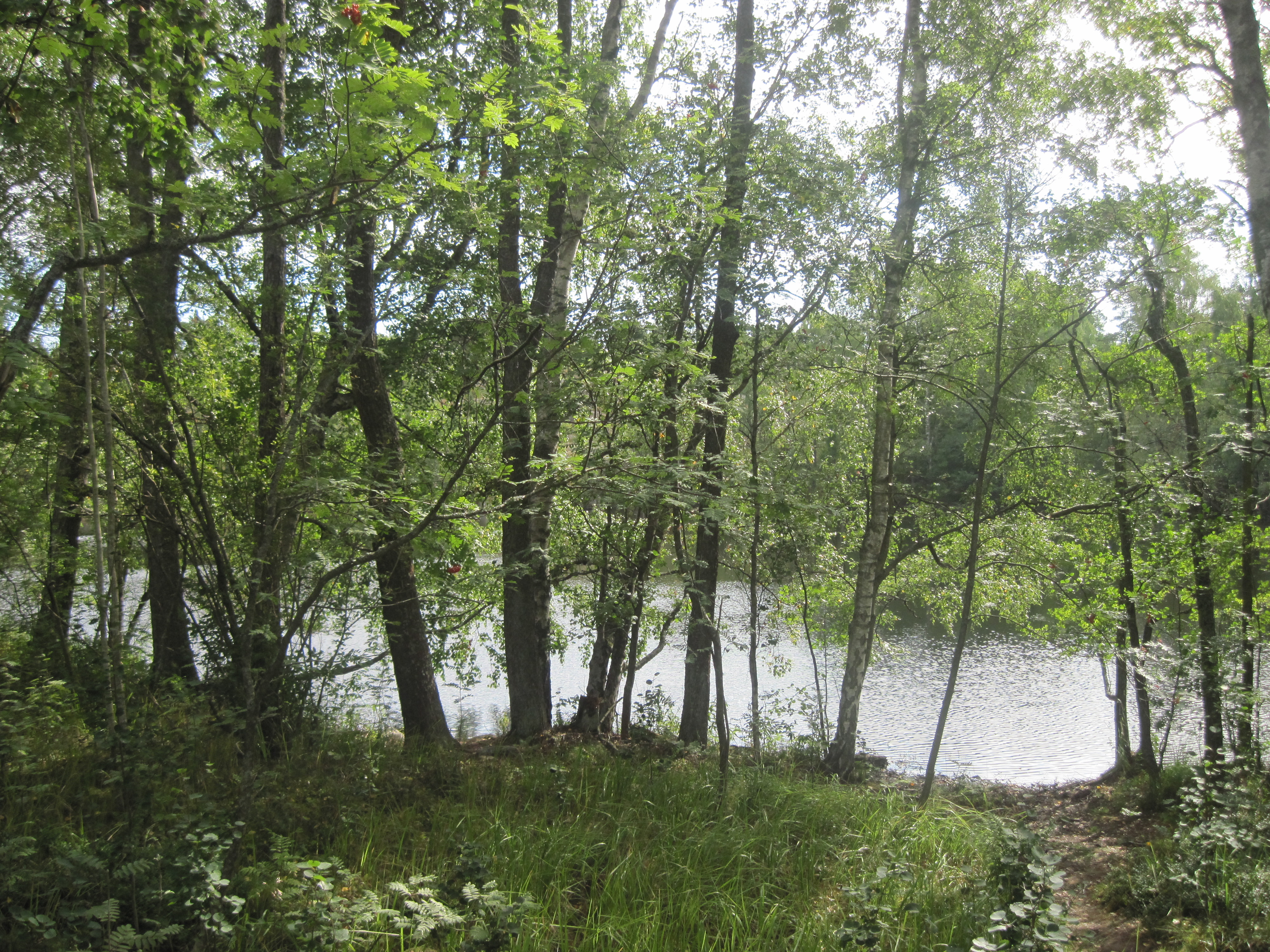
Étang sur Vallisaari.